# Товариство кайзера Вільгельма

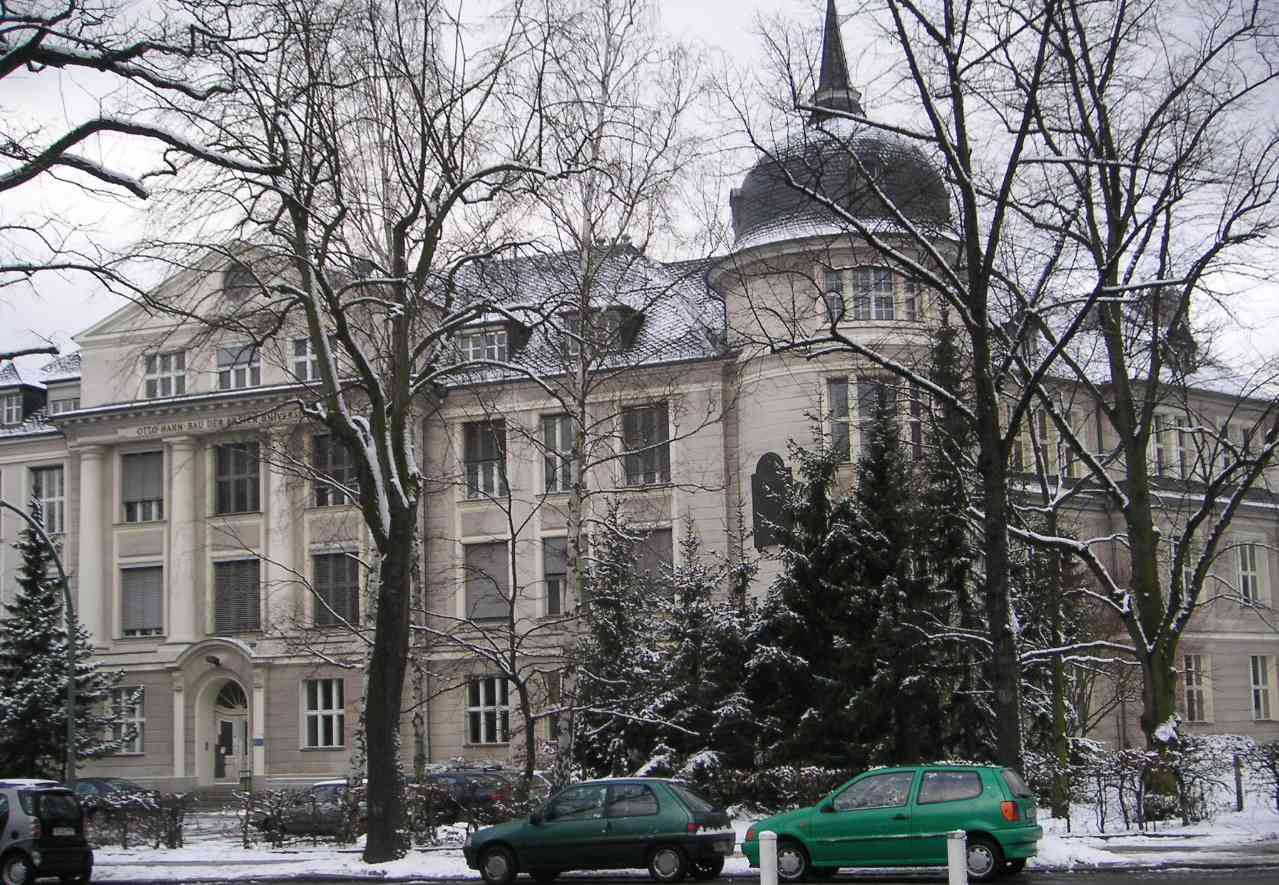
Будівля колишнього інституту хімії Товариства кайзера Вільгельма в Берліні, де Отто Ган відкрив поділ ядра, нині інститут хімії, відділення біохімії Вільного університету Берліна

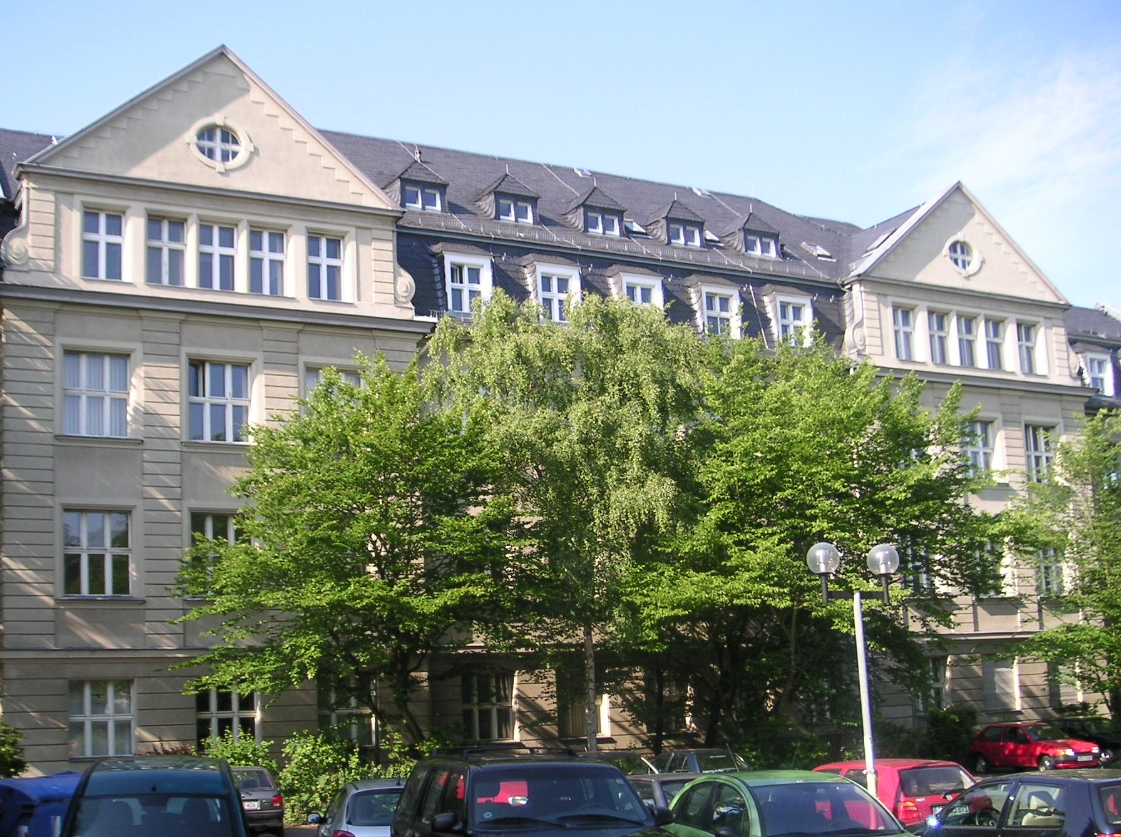
Будівля колишнього інституту біології Товариства кайзера Вільгельма в Берліні, нині юридичний факультет Вільного університету Берліна

Товари́ство ка́йзера Вільге́льма, повна назва — Товари́ство ка́йзера Вільге́льма з ро́́звитку нау́ки (нім. Kaiser-Wilhelm-Gesellschaft zur Förderung der Wissenschaften) — з 1911 по 1948 рр. організація, що об'єднувала науково-дослідні інститути Німеччини (всього 21 інститут, засновані в 1911–1938 рр.). Після Другої світової війни у 1948 р. інститути Товариства були частково розформовані, частково перейшли у відання Товариства Макса Планка, що функціонує дотепер.

## Президенти товариства
- Адольф фон Гарнак (1911—1930)
- Макс Планк (1930—1937)
- Карл Бош (1937—1940)
- Альберт Феглер (1941—1945)
- Макс Планк (16 травня 1945 — 31 березня 1946 року)
- Отто Ган (1 квітня 1946 — 10 вересня 1946 року в британській зоні окупації)